# Рабочий (Могилёвская область)
Рабочий (бел. Рабочы) — посёлок в составе Новобыховского сельсовета Быховского района Могилёвской области Белоруссии. До 2013 года в составе Нижнетощицкого сельсовета.

## Население
- 1982 год — 100 жителей
- 2009 год — 47 жителей